# Hamme (Oost-Vlaanderen)
Hamme is een gemeente in de Belgische provincie Oost-Vlaanderen. De gemeente telt ruim 25.000 inwoners, die Hammenaars worden genoemd. Nabijgelegen kernen zijn Elversele, Tielrode (voetveer), Moerzeke, Zogge en Grembergen. 
Hamme ligt aan de monding van de Durme in de Beneden-Schelde en heeft een nagenoeg vlak landschap (polder). De Mirabrug, een in 2003 gerenoveerde draaibrug op de grens van de Belgische gemeenten Hamme en Waasmunster, kreeg haar naam naar de film Mira uit 1971 van Fons Rademakers, naar het boek De Teleurgang van de Waterhoek van Stijn Streuvels uit 1927.

## Etymologie
De naam van de plaats zou afkomstig zijn van "ham", een gebied dat steeds op het water werd herwonnen.

## Geschiedenis
Pre-Romeinse en Romeinse archeologische vondsten wijzen op oude nederzettingen uit deze perioden.
Reeds rond de 7de eeuw ontstond het dorp als een Frankische nederzetting, na een schenking door Reinhilde van Kontich aan de Benedictijnen van de abdij van Lobbes.
In de middeleeuwen kwam het gebied onder de Graaf van Vlaanderen en later de Spaanse Kroon, een unie van de koninkrijken León en Castilië. Het bleef een grafelijk domein tot 1560, toen het als heerlijkheid werd uitgegeven aan Pieter van Overloop. De heerlijkheid bleef bestaan tot 1795 en was achtereenvolgens in bezit van de families Verreycken, de Silva en van de markies van Montfort. Daarna kwam het in bezit van de famililies de l'Escornet en De Vos.
Het dorp had in de periode van de godsdiensttwisten, toen de streek bijna volledig protestants was geworden, te lijden onder verwoestingen. Het Spaanse gezag werd tijdens de Tachtigjarige Oorlog door oorlogsgeweld hersteld. De "Schansse van Dry-goten" (de schans van Driegoten), een militaire constructie, werd in 1583-1585 tijdens het beleg van Dendermonde door Alexander Farnese, de hertog van Parma, ingenomen. Gelast werd deze af te breken en het gebied werd onder water gezet. 
Tijdens de Franse overheersing op het eind van de 18de eeuw kwam de bevolking in opstand tegen de conscriptie en de antikerkelijke maatregelen. Zo werden in het geheim missen opgedragen in het Spaans Hof, gelegen aan de Drapstraat. Gebouwd in 1664 is dit een van de oudste huizen in Hamme.
Vanaf de 18e eeuw werd touw geproduceerd uit plaatselijk verbouwd hennep en vlas. De touwen werden onder meer voor de scheepvaart gebruikt, waarbij de nabijheid van de haven van Antwerpen een belangrijk voordeel was. Omstreeks 1900 werkten er duizenden mensen in deze nijverheid, maar vanaf 1950 sloten desbetreffende bedrijven. Ook de productie van staalkabel verdween, omdat deze tijdens de jaren '80 van de 20e eeuw naar Portugal werd overgebracht.
Vanaf 1904 tot 1952 reden tramlijn H van Hamme naar Antwerpen-Linkeroever en tramlijn 387 van Hamme naar Wetteren.
In 1977 fuseerde Hamme met Moerzeke tot de fusiegemeente Hamme.
In 2002 werd Hamme het strijdtoneel voor het veldrijden in de Bollekescross, die in 2014 werd hernoemd tot Flandriencross.

## Kernen

### Deelgemeenten
| # | Naam     | Opp. (km²) | Inwoners (2020) | Inwoners per km² | NIS-code |
| - | -------- | ---------- | --------------- | ---------------- | -------- |
| 1 | Hamme    | 23,78      | 20.275          | 853              | 42008A   |
| 2 | Moerzeke | 16,75      | 4.662           | 278              | 42008B   |

### Overige kernen
In Hamme-Centrum liggen naast de eigenlijke dorpskern ook de dorpen Sint-Anna en Zogge. In Moerzeke ligt het kerkdorp Kastel. Hamme heeft naast de oudste parochie Sint-Pietersbanden ook nog de parochie Heilige Familie in de wijk Driegoten en de parochie Heilig Hart.

## Bezienswaardigheden
- De driebeukige classicistische Sint-Pieters-Bandenkerk aan de Markt werd in 1740 volledig herbouwd. Enkel de 12e-eeuwse westertoren met laatromaanse galmgaten bleef bewaard.
- Het Spaans Huis ('t Spaans Hof) met tuin, onroerend erfgoed aan de Drapstraat.
- De oude Mirabrug, een draaibrug over de Durme.
- Het gemeentehuis, monument gelegen aan het Marktplein.
- De pastorie van Hamme-Zogge met tuin, gelegen aan Zogge 11.
- Het Sint-Pietersbandendecanaat met tuin, beschermd monument aan het Marktplein.
- De Grote Napoleon, de enige resterende windmolen in Hamme.
- De Groten Dorst, een windmolen waarvan alleen nog een afgeknotte romp rest.
- De kapel Tweebruggen op de hoek van het Tweebruggenplein, vlak bij het oude kerkhof van Hamme, toegewijd aan Onze-Lieve-Vrouw-ter-Nood, die in 1980 de status beschermd monument kreeg.
- De getijdenmolen aan de Oude Durme.
- In deelgemeente Moerzeker rust in de Pius X-kapel het stoffelijk overschot van priester Edward Poppe.
- Aan de monding van de Durme herinnert een monument aan Filip De Pillecyn, de illustere Hamse schrijver.
- Het Archeologisch Museum Van Bogaert-Wauters, met meer dan 5000 voorwerpen van de prehistorie tot de 17de eeuw, gelegen aan de Museumstraat.

### Galerij

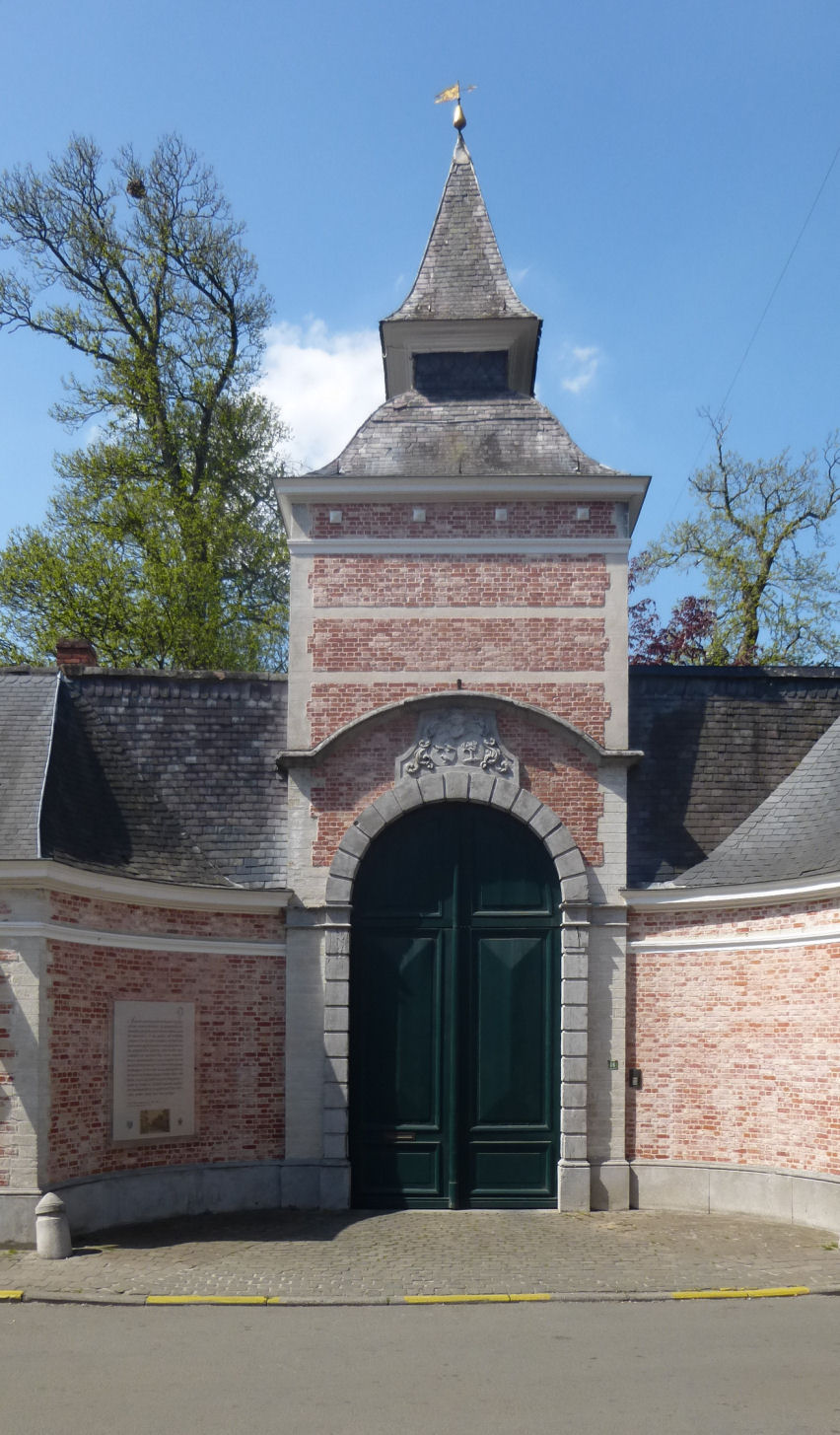
Poortgebouw van het kasteel van Doorslaer de ten Ryen, Hamme
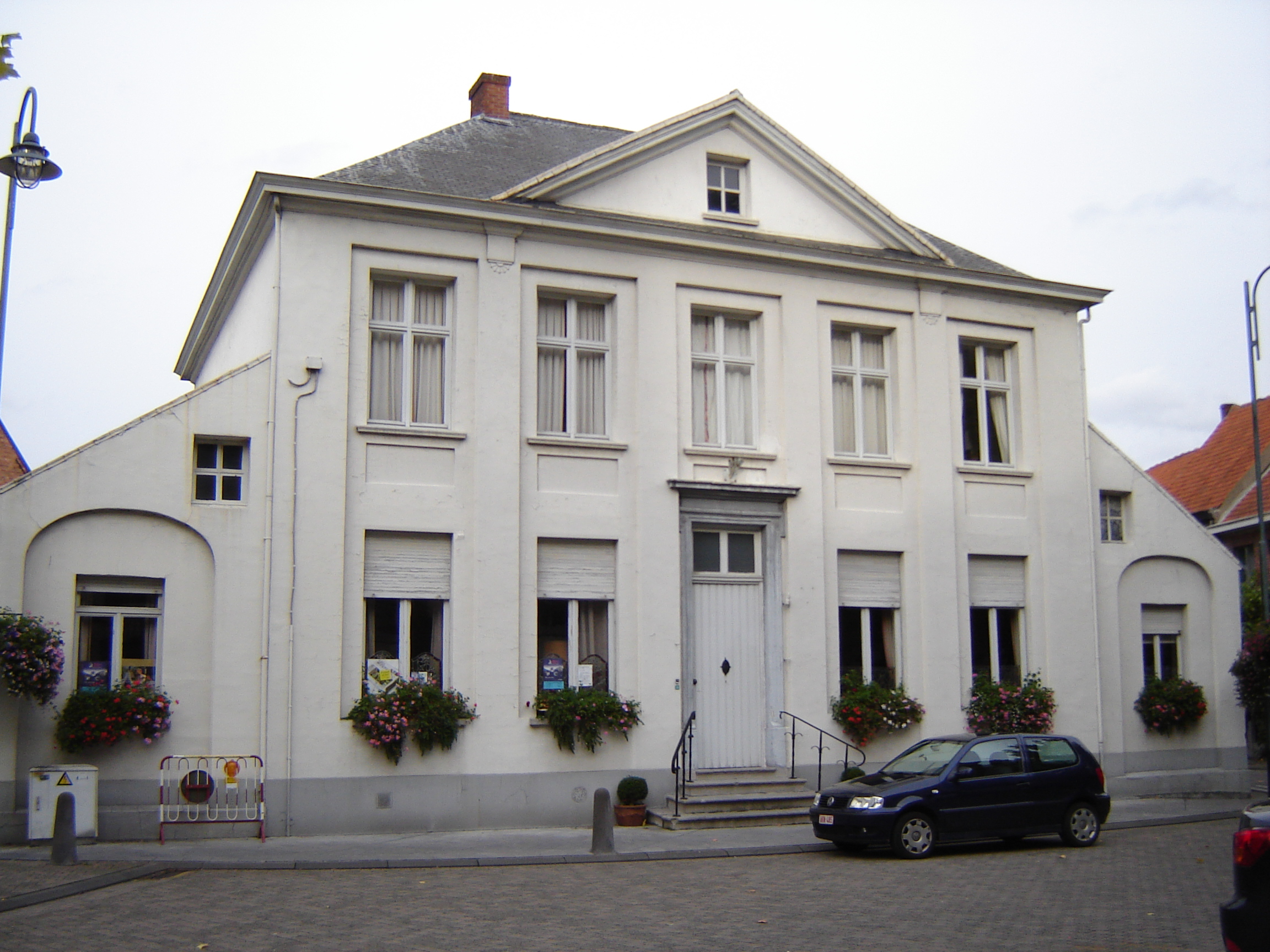
Dekenij
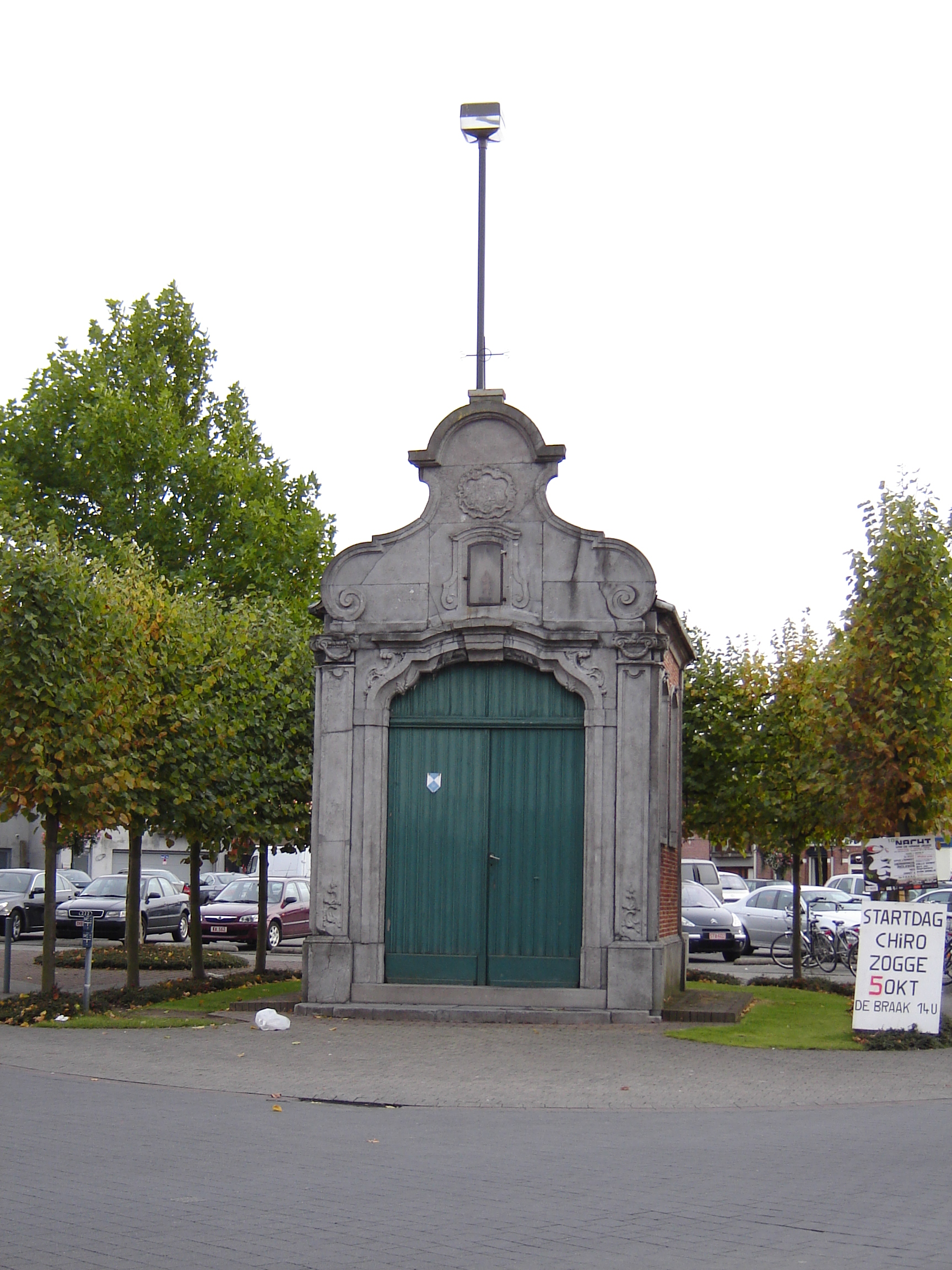
Kapel Tweebruggen
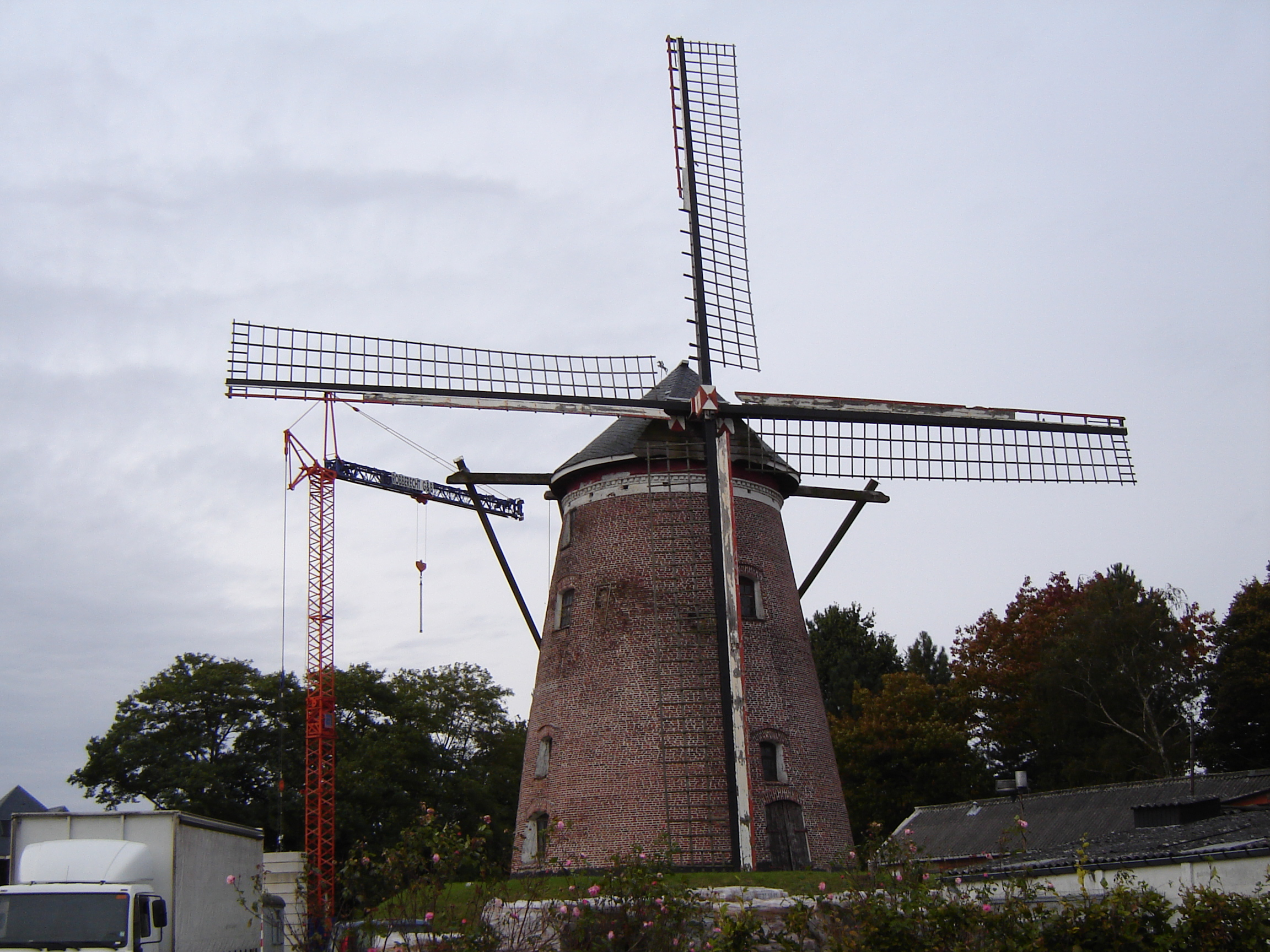
De Grote Napoleon
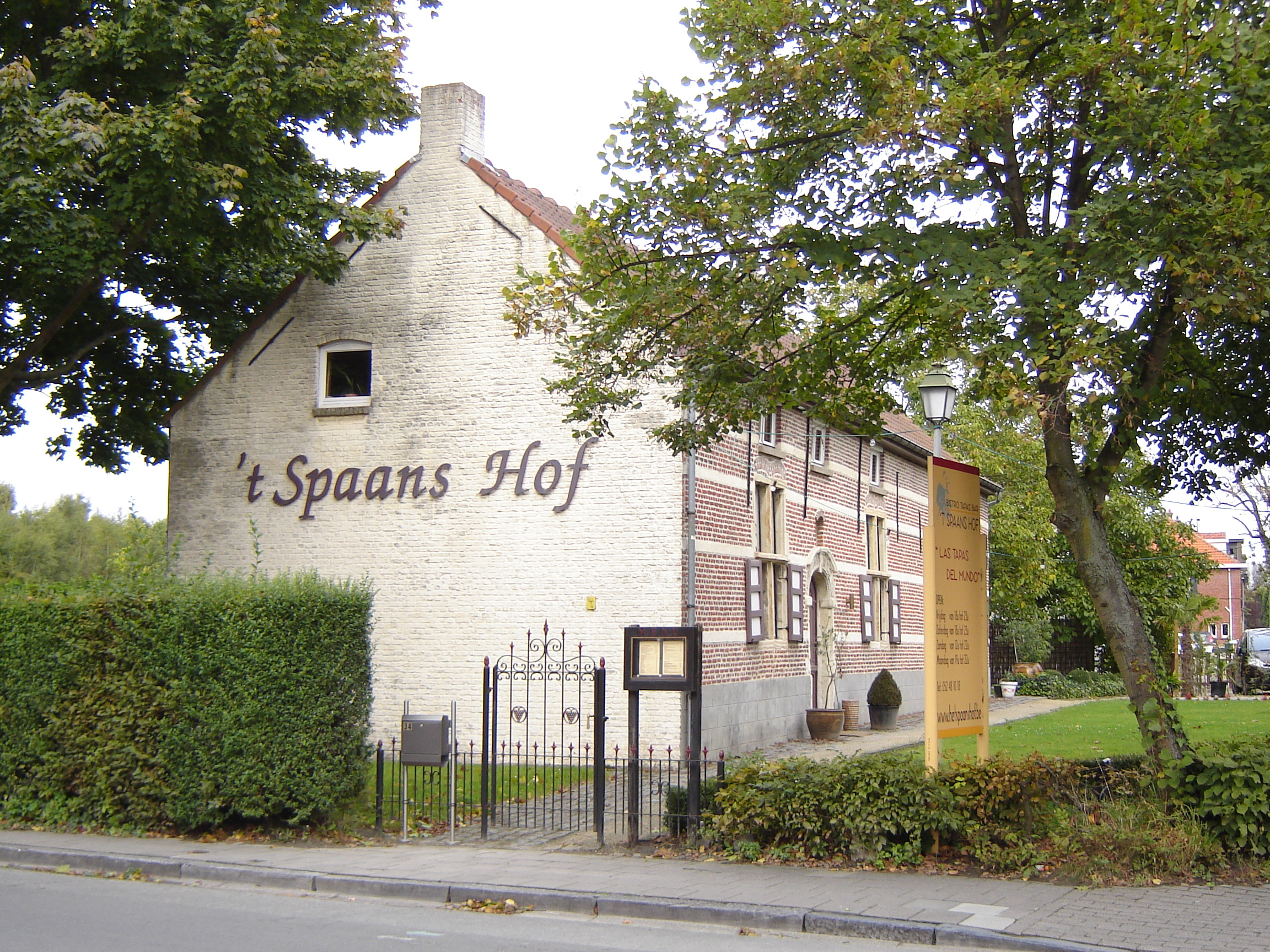
't Spaans Hof
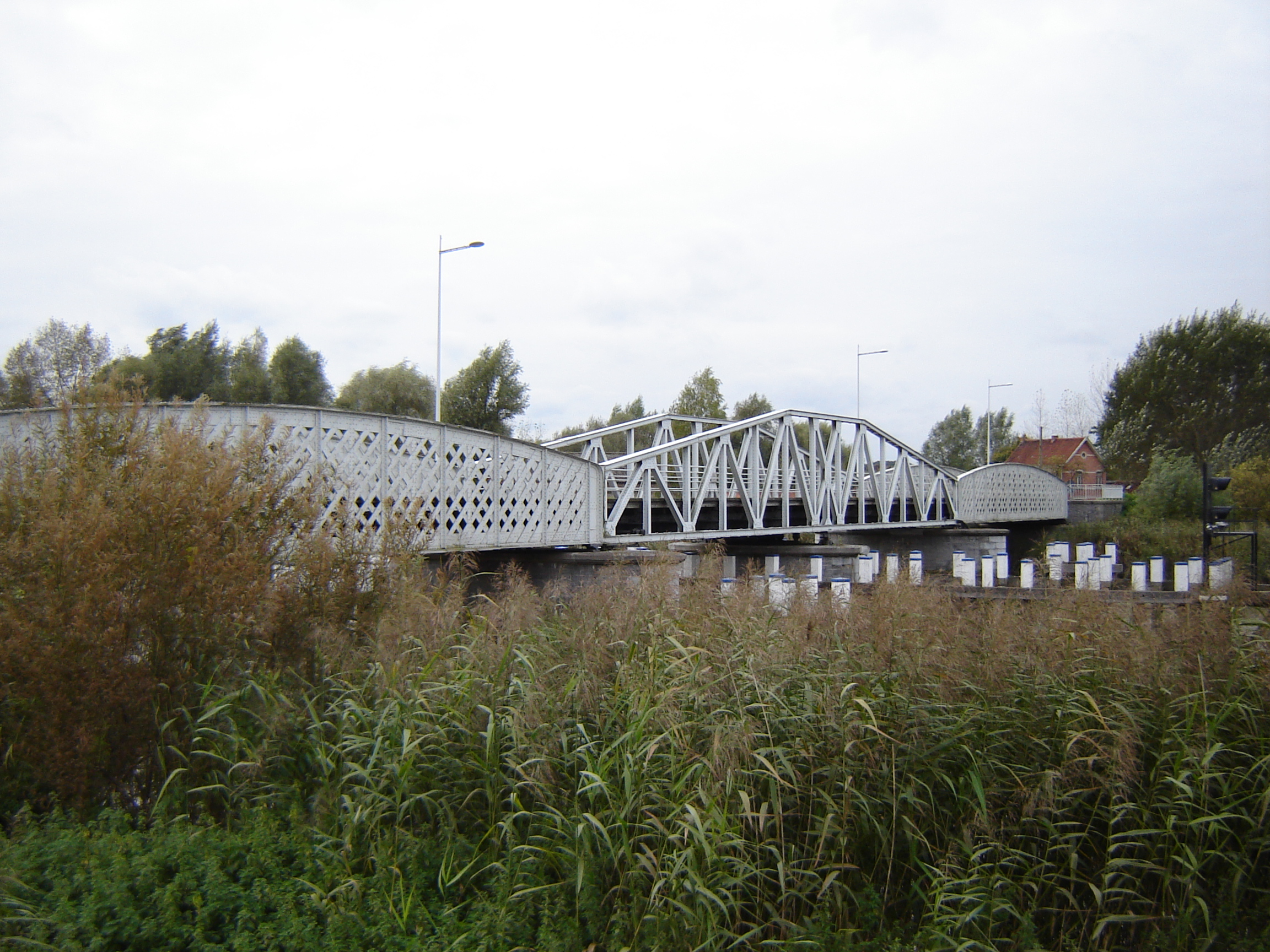
De Mirabrug
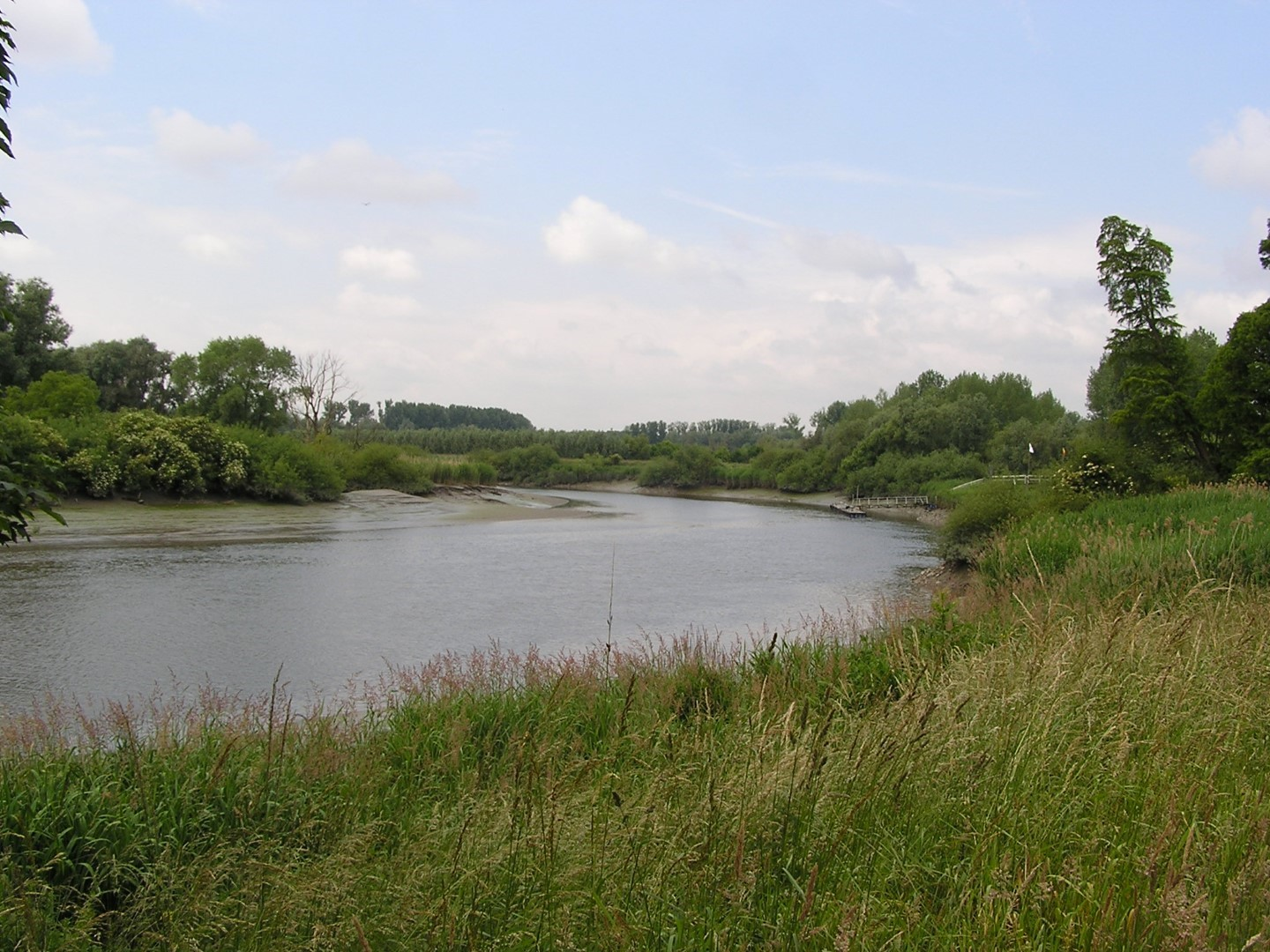
De Durme

## Natuur en landschap
Het hoogste punt in de polder waarin Hamme is gelegen is 6 meter. Hamme ligt nabij de samenvloeiing van de Durme en de Schelde. Aan de oevers van beide rivieren liggen natuurgebieden, zoals Lippenbroek, Noubroek, de Gemene schoren van Hamme en het recreatiegebied Akkershoofd. Van belang is dat de invloed van de getijden hier nog merkbaar is.

## Demografie

### Demografische evolutie voor de fusie
- Bronnen:NIS, Opm:1831 t/m 1970=volkstellingen;1976=inwonertal op 31 december

### Demografische ontwikkeling van de fusiegemeente
Alle historische gegevens hebben betrekking op de huidige gemeente, inclusief deelgemeenten, zoals ontstaan na de fusie van 1 januari 1977.
- Bronnen:NIS, Opm:1831 tot en met 1981=volkstellingen; 1990 en later= inwonertal op 1 januari

| Inwoners van jaar tot jaar op 1 januari 1992 tot heden | Inwoners van jaar tot jaar op 1 januari 1992 tot heden | Inwoners van jaar tot jaar op 1 januari 1992 tot heden |
| jaar                                                   | Aantal                                                 | Evolutie: 1992=index 100                               |
| ------------------------------------------------------ | ------------------------------------------------------ | ------------------------------------------------------ |
| 1992                                                   | 22.815                                                 | 100,0                                                  |
| 1993                                                   | 22.820                                                 | 100,0                                                  |
| 1994                                                   | 22.777                                                 | 99,8                                                   |
| 1995                                                   | 22.756                                                 | 99,7                                                   |
| 1996                                                   | 22.700                                                 | 99,5                                                   |
| 1997                                                   | 22.716                                                 | 99,6                                                   |
| 1998                                                   | 22.695                                                 | 99,5                                                   |
| 1999                                                   | 22.721                                                 | 99,6                                                   |
| 2000                                                   | 22.685                                                 | 99,4                                                   |
| 2001                                                   | 22.712                                                 | 99,5                                                   |
| 2002                                                   | 22.749                                                 | 99,7                                                   |
| 2003                                                   | 22.800                                                 | 99,9                                                   |
| 2004                                                   | 22.910                                                 | 100,4                                                  |
| 2005                                                   | 23.059                                                 | 101,1                                                  |
| 2006                                                   | 23.232                                                 | 101,8                                                  |
| 2007                                                   | 23.368                                                 | 102,4                                                  |
| 2008                                                   | 23.553                                                 | 103,2                                                  |
| 2009                                                   | 23.798                                                 | 104,3                                                  |
| 2010                                                   | 23.900                                                 | 104,8                                                  |
| 2011                                                   | 24.194                                                 | 106,0                                                  |
| 2012                                                   | 24.436                                                 | 107,1                                                  |
| 2013                                                   | 24.543                                                 | 107,6                                                  |
| 2014                                                   | 24.673                                                 | 108,1                                                  |
| 2015                                                   | 24.603                                                 | 107,8                                                  |
| 2016                                                   | 24.702                                                 | 108,3                                                  |
| 2017                                                   | 24.767                                                 | 108,6                                                  |
| 2018                                                   | 24.829                                                 | 108,8                                                  |
| 2019                                                   | 24.865                                                 | 109,0                                                  |
| 2020                                                   | 24.946                                                 | 109,3                                                  |
| 2021                                                   | 24.980                                                 | 109,5                                                  |
| 2022                                                   | 25.141                                                 | 110,2                                                  |
| 2023                                                   | 25.368                                                 | 111,2                                                  |
| 2024                                                   | 25.554                                                 | 112,0                                                  |
| 2025                                                   | 25.706                                                 | 112,7                                                  |

## Politiek

### Lijst van burgemeesters
Burgemeesters van Hamme waren:
- 1830 - 1839: Carolus (Charles) van Driessche
- 1839 - 1859: Theodore Vermeire
- 1861 - 1888: Jacques Felicien Vertongen
- ?      - 1895: Ludovicus Lambrechts
- 1896 - 1897: Phillippe De Kepper (Katholieke Partij)
- ?       -   ?   : Ludovicus Lambrechts
- 1900 - 1907: Eduard van Overstraeten
- ?       -   ?   : Edmond De Geyter (notaris te Hamme van 1872 tot 1912)
- 1921 - 1958: Joseph van Driessche
- 1959 - 1970: Adolf Rosschaert (CVP),
- 1971 - 1976: Gustaaf Boeykens (BSP)
- 1977 - 1994: Louis Baert (CVP)
- 1995 - 2010: Paul van de Casteele (CVP/CD&V)
- 2010 - 2024: Herman Vijt (CD&V)
- 2024 - 2024   : Ann Verschelden (CD&V)
- 2024 - heden: Lotte Peeters (N-VA

### Geschiedenis

#### 2018-2024
Van 2010 tot 2024 was Herman Vijt (CD&V HammeMoerzeke) burgemeester. Vijt leidde een coalitie bestaande uit CD&V HammeMoerzeke, N-VA en Vooruit. Samen vormden ze een meerderheid met 16 van de 27 zetels. Vijt werd in 2024 opgevolgd door Ann Verschelden (CD&V).

#### 2024-heden
Na de verkiezingen van oktober 2024 vormde N-VA, die de grootste partij was geworden, een bestuur met Vooruit en Lokaal Liberaal. Ze vormen een meerderheid van 15 op 29 zetels. Lotte Peeters (N-VA) werd burgemeester.

### Resultaten gemeenteraadsverkiezingen sinds 1976
| Partij               | Partij                                           | 10-10-1976 | 10-10-1976 | 10-10-1982 | 10-10-1982 | 9-10-1988 | 9-10-1988 | 9-10-1994 | 9-10-1994 | 8-10-2000 | 8-10-2000 | 8-10-2006 | 8-10-2006 | 14-10-2012 | 14-10-2012 | 14-10-2018 | 14-10-2018 | 13-10-2024 | 13-10-2024 |
| Stemmen / Zetels     | Stemmen / Zetels                                 | %          | 27         | %          | 27         | %         | 27        | %         | 27        | %         | 27        | %         | 27        | %          | 27         | %          | 27         | %          | 29         |
| -------------------- | ------------------------------------------------ | ---------- | ---------- | ---------- | ---------- | --------- | --------- | --------- | --------- | --------- | --------- | --------- | --------- | ---------- | ---------- | ---------- | ---------- | ---------- | ---------- |
|                      | Agalev1/ Groen!2/ Groen3                         | -          |            | -          |            | 5,491     | 0         | 8,151     | 1         | 7,451     | 1         | 5,942     | 1         | 7,423      | 1          | 11,43      | 3          | 5,63       | 1          |
|                      | SP1/ KARTELA/ sp.a-spirit2 / sp.a3/ Vooruitl4    | 21,171     | 6          | 35A        | 10         | 15,531    | 4         | 16,341    | 5         | 16,851    | 5         | 17,952    | 5         | 13,763     | 4          | 10,63      | 3          | 14,34      | 4          |
|                      | PVV1/ KARTELA/ VLD2/ Open Vld3/ Lokaal Liberaal4 | 18,11      | 4          | 35A        | 10         | 14,31     | 4         | 20,452    | 6         | 26,552    | 8         | 22,842    | 7         | 18,713     | 5          | 15,33      | 4          | 5,54       | 1          |
|                      | VU1/ KARTELA/ VOLKS2 / VU&ID3/ CD&V-N-VAB/ N-VA4 | 9,451      | 2          | 35A        | 10         | 12,741    | 3         | 7,972     | 1         | 4,463     | 0         | 30,72B    | 0         | 19,204     | 5          | 18,24      | 5          | 30,54      | 10         |
|                      | CVP1/ CD&V-N-VAB/ CD&V HamMoer2/ CD&V3           | 49,311     | 15         | 50,271     | 15         | 44,071    | 15        | 39,41     | 13        | 33,31     | 10        | 30,72B    | 9         | 30,812     | 10         | 28,42      | 9          | 29,83      | 9          |
|                      | Vlaams Blok1/ Vlaams Belang2                     | -          |            | -          |            | -         |           | 7,691     | 1         | 11,391    | 3         | 17,862    | 5         | 8,862      | 2          | 11,42      | 3          | 14,42      | 4          |
|                      | GEMBEL                                           | -          |            | 12,36      | 2          | 7,19      | 1         | -         |           | -         |           | -         |           | -          |            | -          |            | -          |            |
|                      | Anderen(*)                                       | 1,97       | 0          | 2,36       | 0          | 0,67      | 0         | -         |           | -         |           | 4,69      | 0         | 1,23       | 0          | 4,8        | 0          | -          |            |
| Totaal stemmen       | Totaal stemmen                                   | 15543      | 15543      | 16077      | 16077      | 16442     | 16442     | 16384     | 16384     | 16663     | 16663     | 16977     | 16977     | 17177      | 17177      | 17887      | 17887      | 13303      | 13303      |
| Opkomst %            | Opkomst %                                        |            |            |            |            | 96,13     | 96,13     | 94,05     | 94,05     | 94,52     | 94,52     | 95,57     | 95,57     | 93,81      | 93,81      | 94,0       | 94,0       | 68,0       | 68,0       |
| Blanco en ongeldig % | Blanco en ongeldig %                             | 2,7        | 2,7        | 3,58       | 3,58       | 3,81      | 3,81      | 3,76      | 3,76      | 2,67      | 2,67      | 2,4       | 2,4       | 2,8        | 2,8        | 3,5        | 3,5        | 1,0        | 1,0        |

De zetels van de gevormde coalitie staan vet afgedrukt. De grootste partij is in kleur. Bronnen: 1976-2000: Verkiezingsdatabase Binnenlandse Zaken // 2006-2012: gva.be
(*) 1976: OPA (1,36%), PVDA (0,61%) / 1982: PVDA / 1988: (PVDA (0,42%), KP (0,25%) / 2006: gans-anders / 2012: PuurHams12 / 2018: Lijst Naudts
Onderstaande grafiek toont de ontwikkeling van de zetelaantallen binnen de Hamse gemeenteraad.

## Bekende personen
- Amaat Joos (1855-1937), volkskundige
- Frans Van Damme (1858-1925), schilder
- Jules De Brouwer (1872-1950), politicus
- Petrus Vertenten (1884-1946), missionaris
- Filip De Pillecyn (1891-1962), auteur
- Joseph Mariën (1900-1958), atleet
- Eduard Dehandschutter (1901-1996), politicus
- Ferdinand Bracke (1939), wielrenner
- Frank Grillaert (1946-2023), atleet
- Lut de Block (1952), dichter
- Etienne De Beule (1953-2023), wielrenner
- Guy De Mey (1955), opera- en oratoriumzanger
- Herman Brusselmans (1957), auteur
- Aimé Van Hecke (1959), uitgever en oud-directeur VRT
- Hilde Van Cauteren (1967), auteur
- Gino Van Geyte (1967), atleet
- Geena Lisa Peeters (1972), presentatrice
- Kristel Verbeke (1975), zangeres/actrice
- Frank Van Erum (1977), acteur en komiek
- Linde Merckpoel (1984), radiopresentatrice

## Trivia
- De bijnaam van de inwoners is wuitens.[3]